# Algemene verkiezingen in Tanzania (1990)
| Stemverhoudingen in % |
| --------------------- |
|                       |

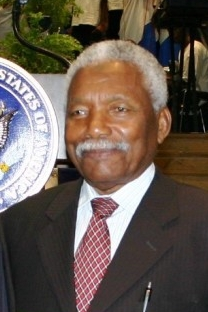
Ali Hassan Mwinyi werd met 98% van de stemmen herkozen als president.

De algemene verkiezingen in Tanzania van 1990 vonden op 28 oktober plaats en behelsden zowel de verkiezing van een president als het parlement. Het waren de laatste verkiezingen op basis van een eenpartijstelsel. Zittend president, de enige kandidaat werd met 97,79% van stemmen herkozen.

## Presidentsverkiezingen
| Kandidaat                       | Kandidaat                       | Partij                          | Stemmen   | %      |
| ------------------------------- | ------------------------------- | ------------------------------- | --------- | ------ |
|                                 | Ali Hassan Mwinyi               | Chama Cha Mapinduzi             | 5.198.120 | 97,79  |
| Tegen                           | Tegen                           | Tegen                           | 117.366   | 2,21   |
| Totaal                          | Totaal                          | Totaal                          | 5.315.486 | 100,00 |
| Geregistreerde kiezers/ opkomst | Geregistreerde kiezers/ opkomst | Geregistreerde kiezers/ opkomst | 7.296.553 | 74,40  |
| Bron: AED                       |                                 |                                 |           |        |

## Parlementsverkiezingen

### Nationale Vergadering
| Partij                    | Partij                    | %      | zetels |
| ------------------------- | ------------------------- | ------ | ------ |
|                           | Chama Cha Mapinduzi       | 100,00 | 180    |
| Indirect gekozen/ benoemd | Indirect gekozen/ benoemd | 104    | 104    |
| Totaal                    | Totaal                    | 100,00 | 284    |
| Opkomst                   | Opkomst                   | 74,40  |        |
| Bron: Nohlen et al.       |                           |        |        |